# Органотрофи
Органотро́фи — організми, які отримують енергію з органічних сполук, зазвичай споживаючи інші організми або їх залишки. Майже всі органотрофи — гетеротрофи. Це означає, що вони не здатні синтезувати органічні речовини з неорганічних і їм потрібна органіка, вироблена іншими організмами. До органотрофів належать тварини, гриби, багато бактерій, археїв і найпростіших. Органотрофне отримання енергії може бути або анаеробним, або аеробним.

## Анаеробний метаболізм
Складається з двох етапів: гліколізу і спиртового або молочнокислого бродіння. Відбувається перетворення органічних молекул на зразок:
Глюкоза -> Молочна кислота + ...
Глюкоза -> Етанол + вуглекислий газ

## Аеробний метаболізм
На відміну від анаеробного залучає передачу електрона з органічних сполук до деякого окислювача (акцептора електронів) подібно до молекул кисню, нітрату, або сульфату. Вуглець виводиться з організму у вигляді вуглекислоти, водень — у вигляді води тощо.
Глюкоза + Кисень -> вуглекислий газ + вода
У аеробному метаболізмі майже всі кроки анаеробні. Реакція з киснем — останній крок, і він, здається, розвився кілька разів серед прокаріотів. Еукаріоти використовують мітохондрії для аеробного дихання.
Деякі організми — факультативні анаероби, і можуть перемикатися між аеробним та анаеробним метаболізмом, коли доступність кисню змінюється. Це відрізняє їх від облігатних анаеробів і аеробів, які мають лише один шлях живлення.